# Coniferylalcohol
Coniferylalcohol is een aromatische verbinding met als brutoformule C10H12O3. De zuivere stof komt voor als een beige kristallijne vaste stof, die onoplosbaar is in water. Het is een van de monomeren van lignine.

## Winning
Coniferylalcohol kan synthetisch bereid worden, maar kan ook via hydrolyse van het glycoside coniferine verkregen worden. Dit glycoside komt voor in de naalden van coniferen.

## Voorkomen
Coniferylalcohol is een metabool intermediair tijdens de biosynthese van eugenol.